# Mélissa Ranson
Mélissa Ranson est une joueuse de football belge née le 3 février 1987 à Bièvre ( Belgique). 

## Biographie
Mélissa Ranson a joué au Standard Fémina de Liège, à l'Étoile rouge de Belgrade et à Graide. 
Actuellement, elle est entraîneur-adjoint au RSFC Bièvre (1re provinciale Namur). 

## Palmarès
- Vainqueur de la Coupe de Belgique en 2006 avec le Standard Fémina de Liège

### Bilan
- 1 titre